# Canby (California)
Canby es un lugar designado por el censo ubicado en el condado de Modoc en el estado estadounidense de California. En el año 2010 tenía una población de 315 habitantes.

## Geografía
Canby se encuentra ubicado en las coordenadas 41°26′37″N 120°52′14″O / 41.44361, -120.87056.